# Ketapang Laok
Ketapang Laok is een bestuurslaag in het regentschap Sampang van de provincie Oost-Java, Indonesië. Ketapang Laok telt 9009 inwoners (volkstelling 2010).